# Liriomyza haploneura
Liriomyza haploneura este o specie de muște din genul Liriomyza, familia Agromyzidae, descrisă de Friedrich Georg Hendel în anul 1931.
Este endemică în Austria. Conform Catalogue of Life specia Liriomyza haploneura nu are subspecii cunoscute.